# Amărăști (Vâlcea)
Amărăşti es una comuna ubicada en el distrito Vâlcea, Rumania.

## Superficie
Posee una superficie de 28,43 kilómetros cuadrados.

## Demografía
Hasta 2021 la población era de 1530 habitantes, con una densidad de población de 53,82 habitantes por kilómetro cuadrado.